# 湖南省人民政府驻北京办事处

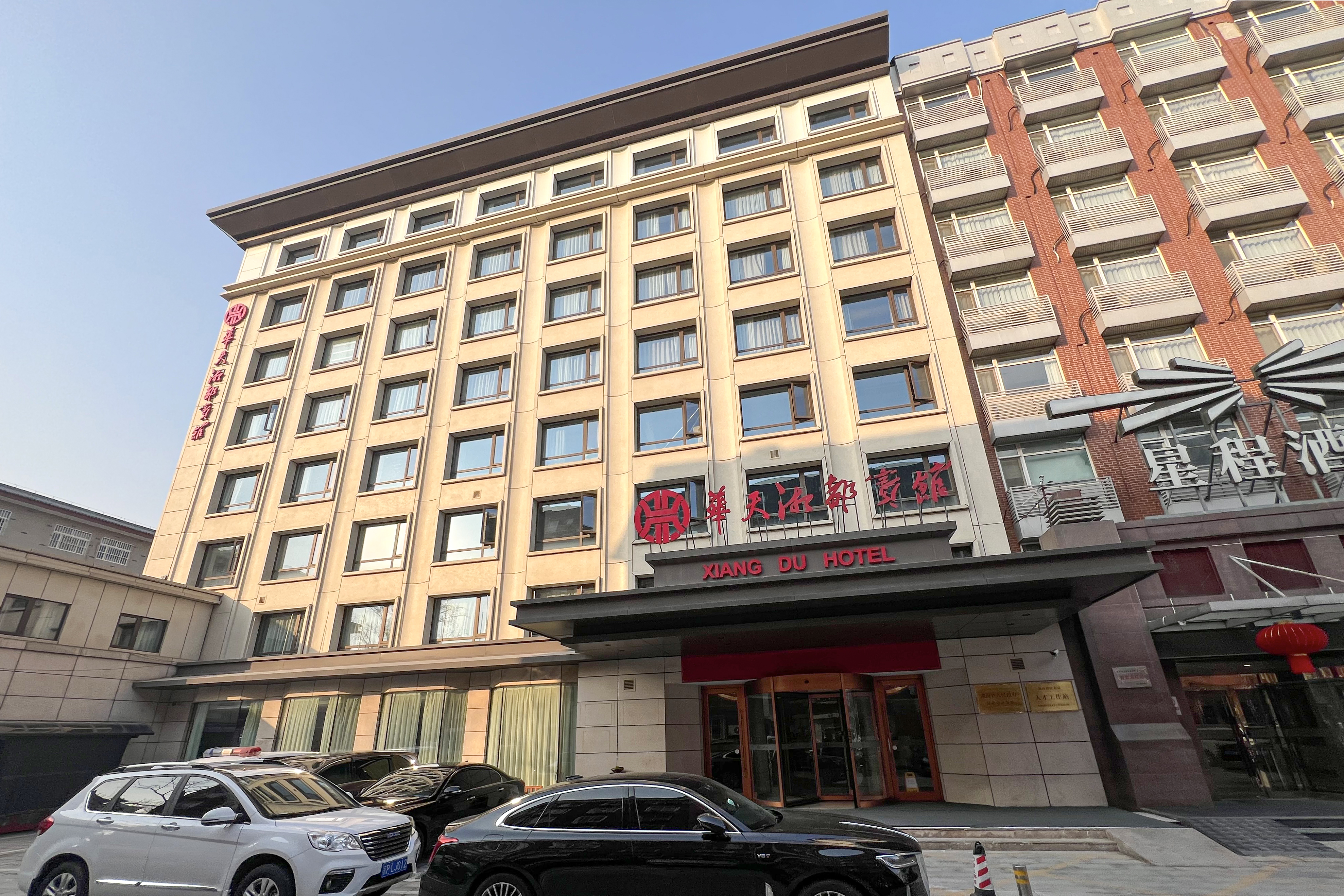
湖南省驻京办所在的湘都宾馆

湖南省人民政府驻北京办事处，是中华人民共和国湖南省人民政府驻北京市的办事处，该办事处负责领导联络协调、招商引资、信息调研、对外宣传、接待服务以及服务驻北京市湖南企业等相关事项。该办事处为副局级单位。

## 机构设置
1. 办公室
2. 联络信息处
3. 经济协作处
4. 接待处
5. 社会事务处